# Hypolobocera lamercedes
Hypolobocera lamercedes is een krabbensoort uit de familie van de Pseudothelphusidae.